# Roche (Familienname)
Roche oder Roché ist ein französischer Familienname.

## Namensträger

### A
- Alain Roche (* 1967), französischer Fußballspieler
- Alain Roche (Pianist), Schweizer Pianist und Komponist
- Alexander Roche (1863–1921), schottischer Maler
- Alexander Roche, Baron Roche (1871–1956), britischer Jurist
- Alexandre Roche (1823–1878), französischer Maler
- André Roche (* 1952), französischer Illustrator
- Andrew Roche (* 1971), irischer Radrennfahrer
- Anthony de la Roché (vor 1674–nach 1675), englischer Händler
- Arthur Roche (* 1950), britischer Geistlicher, Kardinal der römisch-katholischen Kirche

### B
- Betty Roche (1920–1999), US-amerikanische Jazzsängerin
- Billy Roche (* 1949), irischer Schauspieler, Dramatiker und Schriftsteller
- Brisa Roché (* 1976), US-amerikanische Sängerin und Songschreiberin

### C
- Charles-Antoine de la Roche-Aymon (1697–1777), französischer Geistlicher, Erzbischof von Reims
- Charles de La Roche-sur-Yon († 1565), französischer Adliger und Militär, Gouverneur von Paris und Dauphiné
- Charlotte Roche (* 1978), deutsche Moderatorin, Schauspielerin und Schriftstellerin
- Christopher Roche (* 1958), australischer Rugby-Union-Spieler

### D
- Daniel Roche (Historiker) (1935–2023), französischer Historiker
- Daniel Roche (Schauspieler) (* 1999), britischer Schauspieler
- Daniel de Roche (* 1954), Schweizer Politiker (EVP), Pfarrer und Synodalratspräsident
- Danni Roche (* 1970), australische Hockeyspielerin
- Denis Roche (1937–2015), französischer Schriftsteller und Fotograf
- Dick Roche (* 1947), irischer Politiker (Fianna Fáil)
- Donal Roche (* 1958), irischer Geistlicher, Weihbischof in Dublin
- Douglas Roche (* 1929), kanadischer Politiker

### E
- Édouard Albert Roche (1820–1883), französischer Mathematiker und Astronom
- Eric Roche (1967–2005), irischer Gitarrist
- Erin Roche, australische Kostümbildnerin
- Ernest Roche (1850–1917), französischer Politiker
- Eugene Roche (1928–2004), US-amerikanischer Schauspieler

### F
- Francis Tiburtius Roche (1879–1955), indischer Geistlicher, Bischof in Tuticorin
- François Roche (1926–1987), französischer Autor, siehe François Partant
- François Roche (Altertumswissenschaftler) (1949–2009), französischer klassischer Altertumswissenschaftler
- François Roche (Architekt) (* 1961), französischer Architekt
- Fred Roche (* unbekannt), australischer Radrennfahrer

### G
- Gaspard de Goussé de La Roche-Allard (1664–1745), französischer Aristokrat und Marineoffizier
- Guy de la Roche-Guyon (Guido von La Roche-Guyon; † um 1109), französischer Burgherr

### H
- Heather Roche (* ≈1980), kanadische Klarinettistin
- Henri-Pierre Roché (1879–1959), französischer Schriftsteller und Kunstsammler
- Hugues de la Roche († 1398), französischer Adliger

### J
- Jamie Roche (* 2001), schwedisch-englischer Fußballspieler

- Jean Roche (Biochemiker) (1901–1992), französischer Biochemiker
- Jean Roche (Prähistoriker) (1913–2008), französischer Prähistoriker
- Jean C. Roché (1931–2025), französischer Ornithologe und Bioakustiker
- Jean Luc Roché (1947–2017), französischer Geigen- und Bogenbauer
- Joe Roche, US-amerikanischer Schauspieler und Drehbuchautor
- John Roche (Schauspieler) (1893–1952), US-amerikanischer Schauspieler
- John Roche (Fußballspieler) (* 1946), australischer Fußballspieler
- John Roche (Basketballspieler) (* 1949), US-amerikanischer Basketballspieler
- John A. Roche (1844–1904), US-amerikanischer Politiker
- Juliette Roche (1884–1980), französische Malerin und Dichterin

### K
- Karl Anton Stephan Paul von La Roche-Aymon (1772–1849), preußisch-französischer General
- Ken Roche (* 1941), australischer Hürdenläufer und Sprinter
- Kevin Roche (1922–2019), US-amerikanischer Architekt
- Kyle Roche, amerikanischer Anwalt

### L
- Léon Roche (1895–1944), französischer Politiker und Widerstandskämpfer
- Lucy Wainwright Roche (* 1981), US-amerikanische Singer-Songwriterin

### M
- Maggie Roche (1951–2017), US-amerikanische Singer-Songwriterin und Schauspielerin
- Maurice Roche, 4. Baron Fermoy (1885–1955), britischer Adliger und Politiker
- Maurice Roche, 6. Baron Fermoy (* 1967), britischer Adliger
- Maurice Roche (Schriftsteller) (1924–1997), französischer Schriftsteller
- Melanie Roche (* 1970), australische Softballspielerin
- Michael Roche (* 1933), US-amerikanischer Badmintonspieler
- Mickaël Roche (* 1982), tahitischer Fußballtorhüter

### N
- Nicolas Roche (* 1984), irisch-französischer Radrennfahrer

### O
- Otto Roche (1929–1999), deutscher Lehrer und Politiker

### P
- Paddy Roche (* 1951), irischer Fußballspieler
- Patrick Roche (* 1989), deutscher Synchronsprecher
- Peter Roche, irischer Politiker der Fine Gael
- Philip Roche (Pirat) (1693–1723), irischer Pirat
- Philip Roche (Priester) († 1798), irischer Priester und Rebell

### R
- Raymond Roche (* 1957), französischer Motorradrennfahrer
- Roger Frison-Roche (1906–1999), französischer Schriftsteller, Journalist und Abenteurer

### S
- Samuel Roche (18??–19??), französischer Kunstturner
- Sebastian Roché (* 1964), französischer Schauspieler
- Stephanie Roche (* 1989), irische Fußballspielerin
- Stephen Roche (* 1959), irischer Radrennfahrer
- Suzzy Roche (* 1956), US-amerikanische Singer-Songwriterin und Schriftstellerin

### T
- Tanguy Roche (* 1984), französischer Biathlet
- Terre Roche (* 1953), US-amerikanische Singer-Songwriterin, Lehrerin und Autorin
- Tony Roche (* 1945), australischer Tennisspieler
- Tony Roche (Drehbuchautor), englischer Drehbuchautor
- Travis Roche (* 1978), kanadischer Eishockeyspieler

### W
- William James Roche (1859–1937), kanadischer Politiker

### Y
- Yohan Roche (* 1997), beninischer Fußballspieler

## Roche als Vorname
- Roche Braziliano (um 1630–um 1671), niederländischer Pirat